# Phaenochitonia phoenicura
Phaenochitonia phoenicura är en fjärilsart som beskrevs av Frederick DuCane Godman och Osbert Salvin 1886. Phaenochitonia phoenicura ingår i släktet Phaenochitonia och familjen Riodinidae. Inga underarter finns listade i Catalogue of Life.